# استقرار نظامی
استقرار نظامی (انگلیسی: Military deployment) به جابجایی شاخه‌های مختلف نیروهای مسلح و زیرساخت‌های پشتیبانی لجستیکی آنها در سراسر جهان گفته می‌شود.
گروه‌های متعددی در نیروهای مسلح وجود دارند که شامل (۱) ارتش یا نیروی زمینی، (۲) نیروی دریایی، (۳) نیروی هوایی، (۴) تفنگداران دریایی، (۵) نیروی فضایی و (۶) گارد ساحلی می‌شوند. برای شروع جنگ، این نیروها باید بر پایه تاکتیک نظامی خاص خود مستقر شوند. در نیروهای مسلح برخی کشورها همچون نیروهای مسلح ایالات متحده آمریکا این گروه‌ها می‌توانند در خارج از کشور یا در مناطق جنگی مختلف در جهان مستقر شوند، همچنین بعلت توانایی ارائه پشتیبانی لجستیکی و تحرک بالا، می‌توانند به دفعات در مکان‌های مختلف استقرار مجدد داشته باشند. این نیروها یک دارایی نقدشونده برای ایالات متحده هستند و به ایالات متحده این توانایی را می‌دهند که در برابر تهدیدات و فجایع نوظهور در مناطق مختلف جهان واکنش نشان دهد.